# Завод имени Дегтярёва
ОАО «Завод им. В. А. Дегтярёва» (ОАО «ЗиД») — российский оборонный завод, главное промышленное предприятие города Коврова.
Из-за вторжения России на Украину завод находится под международным санкциями всех стран Евросоюза, США и других стран.

## История
27 августа 1916 года в городе Коврове было начато строительство завода Первого русского акционерного общества ружейных и пулемётных заводов, учредителями которого являлись петроградские промышленники — генерал в отставке В. А. Гиппиус и первой гильдии купец Д. Л. Лурье, а также датчане Карл Винтер и Сёрен Йенсен. Станки и оборудование для завода поступали из Копенгагена (русский персонал нанимался лишь на второстепенные должности, на работы «самых низких разрядов»).
В ноябре 1916 была окончена постройка корпуса «Б» (по проекту московского архитектора Бориса Великовского), произведён монтаж оборудования — размещено более 200 станков, верстаки, оборудован участок сборки. Для привода станков установили два шведских дизель-генератора. Часть оборудования для завода закупалась в США через Русский комитет. Строительство корпуса «А» завершили только в 1918 году.
В январе 1917 года завод получил лицензию на эксклюзивное производство «трёхлинейного ружья-пулемёта „Мадсен“» со всеми принадлежностями, «для поставки таковых русской армии и флоту как в военное, так и в мирное время». 28 января было заключено соглашение № 21 с Главным артиллерийским управлением (ГАУ) на производство и поставку 15 000 пулемётов (по цене 1733 рубля 30 копеек за один пулемёт с запчастями и принадлежностями), начать производство планировалось через 5 месяцев со дня подписания договора. 12 августа 1917 года состоялись приёмные испытания ГАУ первых четырёх изготовленных в Коврове пулемётов с запасными стволами, оказавшиеся неуспешными.
После Октябрьской революции правительство Дании объявило, что не позволит национализировать или реквизировать завод, однако попытка датской администрации завода демонтировать и вывезти оборудование была сорвана рабочими.
В декабре 1917 года заводской комитет (председатель — большевик А. М. Бурухин) и комитет рабочего контроля (председатель — большевик Г. Е. Левин) приняли решение — завод продолжит работу, русские рабочие не будут сокращены и уволены, а препятствовать выезду датчан не следует.
Вслед за этим датская администрация завода начала саботаж (в частности, начала выплачивать зарплату только рабочим-датчанам, в то время как русским рабочим выплата зарплаты была прекращена — причём было объявлено, что задолженность по зарплате русским рабочим будет выплачена только после того, как завод будет закрыт).
После того, как была предпринята попытка захвата склада с оружием, на заводе начал нести охрану отряд Красной гвардии.
18 января 1918 года Главное артиллерийское управление командировало на завод оружейников В. Г. Фёдорова и В. А. Дегтярёва. В. Г. Фёдоров был назначен на должность технического директора завода.
Завод получил наряд на изготовление автоматов Фёдорова в количестве 9000 штук.
21 марта 1918 года в связи с тяжёлым финансовым положением завода его правление приняло решение: завод временно закрыть, приостановив производство ружей-пулемётов Мадсена, а также прекратить все строительные работы, ведя лишь работы по подготовке к производству автоматов системы Фёдорова. В штате завода осталось только 60 человек, включая весь штат конструкторского бюро.
В июле 1919 года было объявлено, что завод будет национализирован (в этот момент на заводе продолжали работать только 280 рабочих и служащих). Вслед за этим на заводе вспыхнул пожар, в результате которого были уничтожены 40 % инструментов и 90 % приспособлений и лекал.
27 ноября 1918 года Чрезвычайная комиссия по снабжению Красной Армии постановила: «Признать необходимым сохранение завода как цельного производственного аппарата и вследствие этого предписать администрации завода не выдавать никаким учреждениям и организациям станков и прочих частей оборудования завода». Вслед за этим, в ноябре 1918 года на завод были направлены дополнительные рабочие (которые как работники оборонной промышленности были приравнены к военнослужащим РККА), дополнительное оборудование, начались строительство новых корпусов завода, заготовка запасов топлива (древесного угля и торфа), лесоматериалов и извести.
Для обеспечения потребностей населения на заводе был начат выпуск полосового железа и сельхозинструментов.
В июле 1918 года была завершена разработка конструкторской и технологической документации по автомату Фёдорова и изготовлено 20 образцов, опробованных стрельбой. В малом корпусе завода началось изготовление первой пробной партии в 200 автоматов.
8 июля 1919 года согласно постановлению Президиума Высшего совета народного хозяйства завод был национализирован и передан в ведение Центрального правления артиллерийских заводов (ЦПАЗ).
К лету 1920 года на заводе работали свыше 1 тыс. рабочих и служащих.
Президиум ЦПАЗ назначил директором-распорядителем завода инженера В. Г. Фёдорова, техническим директором Н. И. Жукова.
21 апреля 1921 года Совет военной промышленности констатировал, что «массовое производство автоматов Фёдорова установлено».
В 1927 году изготовлена и принята на вооружение первая опытная партия 7,62-мм ручных пулемётов ДП, в октябре 1928 года поступил на вооружение советской авиации созданный на базе ДП авиационный турельный пулемёт ДА, в 1929 году — танковый пулемёт ДТ.
29 декабря 1927 года Ковровский пулемётный завод был переименован в Инструментальный завод № 2, с 7 июля 1932 года именовался Инструментальным заводом № 2 имени К. О. Киркижа.
В 1932 году началось производство 12,7-мм крупнокалиберного пулемёта ДК. В 1934 году принят на вооружение 7,62-мм пистолет-пулемёт Дегтярёва. В 1935 году завод начал серийный выпуск 12,7-мм крупнокалиберных пулемётов системы Шпитального и Владимирова (ШВАК). В 1940 году принят на вооружение 7,62-мм пистолет-пулемёт Шпагина (ППШ).
24 июня 1941 года на заводе было введено военное положение, предприятие перешло на круглосуточную работу. В начале июля В. А. Дегтярёв получил от Советского правительства задачу по созданию противотанкового ружья, а к концу года было поставлено в действующую армию 16 036 ПТРД. 18 декабря 1941 года на фронт был отправлен оборудованный на заводе бронепоезд «Ковровский большевик».
В 1943 году в кратчайшие сроки методом народной стройки возведён новый производственный корпус, в котором начался серийный выпуск 7,62-мм станковых пулемётов П. М. Горюнова (СГ-43). В 1944 году принят на серийное изготовление крупнокалиберный пулемёт системы С. В. Владимирова (КПВ-44) и ручной пулемёт Дегтярёва (РПД). За время Великой Отечественной войны завод имени К. О. Киркижа выпустил и отправил в действующую армию 1 202 481 единицу различного вооружения.
В 1946 году на заводе организовано мотоциклетное производство, создан образец первого мотоцикла К-125.
В 1949 году завод получил новое название — Завод имени В. А. Дегтярёва.
В октябре 1950 года на базе филиала Завода им. Дегтярёва был создан Ковровский механический завод.

## Направления производства
- Огнестрельное и другое оружие

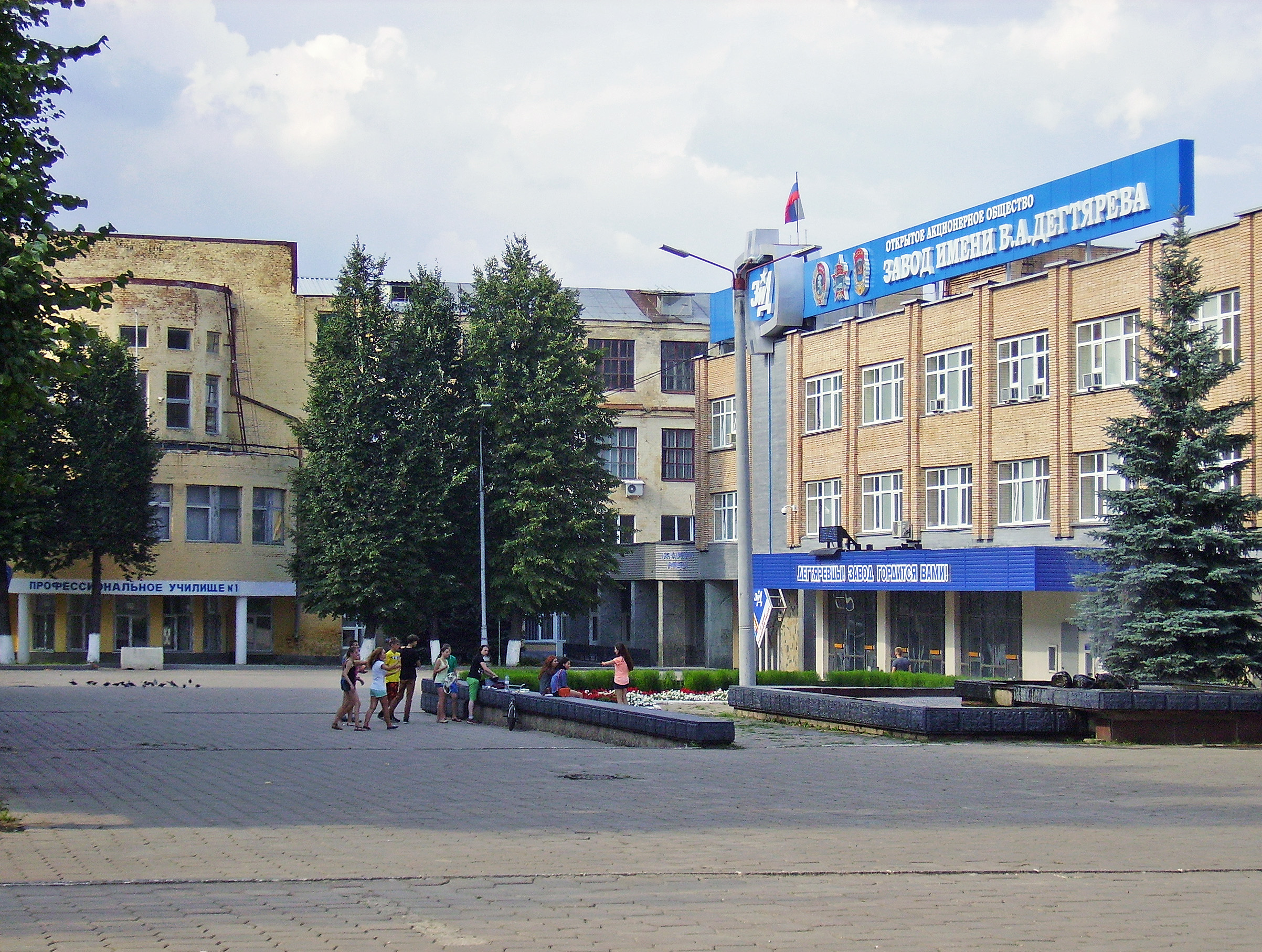
У проходной Завода имени Дегтярёва

- Мотоциклы, мотовездеходы, прицепы для мотоциклов «Енот-М»
- Промышленные швейные машины
- Сухозаряженные аккумуляторные батареи
- Оборудование для пищевой промышленности

### Военная продукция
- КСВК/АСВК «Корд»
- Крупнокалиберный пулемёт «Корд»
- КПВТ — крупнокалиберный пулемёт Владимирова танковый
- Автомат АЕК-971
- 9 мм пистолет-пулемёт АЕК-919К «Каштан»
- 7,62 мм пулемёт Калашникова модернизированный «ПКМ»
- 7,62 мм пулемёт Калашникова модернизированный на станке Степанова «ПКМС»
- 7,62 мм пулемёт Калашникова танковый модернизированный «ПКТМ»
- 7,62 мм пулемёт Калашникова модернизированный бронетранспортёрный «ПКМБ»
- 7,62 мм пулемёт 6П41 «Печенег»
- Сигнальный пистолет СП81
- Ручной противодиверсионный гранатомёт ДП-64 «Непрядва»
- Малогабаритный дистанционно-управляемый противодиверсионный гранатомётный комплекс ДП-65
- "Специальный гранатомётный комплекс «РГС-50М»
- Противопехотный автоматический гранатомётный комплекс «АГС-30»
- Ручной противотанковый гранатомёт РПГ-7В1
- 23 мм двухствольная авиационная пушка «ГШ-23» («ГШ-23Л»)
- 30-мм двухствольная авиационная пушка «ГШ-30» («ГШ-30К»)
- Морская тумбовая пулемётная установка «МТПУ»
- Вкладная унифицированная самозарядная пушка «2Х35»
- Ракета 9М39 переносного зенитного ракетного комплекса «Игла» 9К38
- Выстрел 3УБК20 с управляемой ракетой 9М119М
- Выстрел 3УБК14Ф с управляемой ракетой 9М119Ф
- Ракета 9М133 противотанкового комплекса большой дальности «Корнет-Э»
- Ракета управляемая 9М120 (9М120Ф) «Атака»
- Мишенный комплекс на базе модернизированной ПТУР «Фаланга-М»
- Зенитная управляемая ракета 9М333 для комплекса «Стрела-10М3»
- Зенитная управляемая ракета 9М336 для комплекса «Верба»
- Подвижный контрольный пункт (ПКП) 9В866

## Гражданская продукция

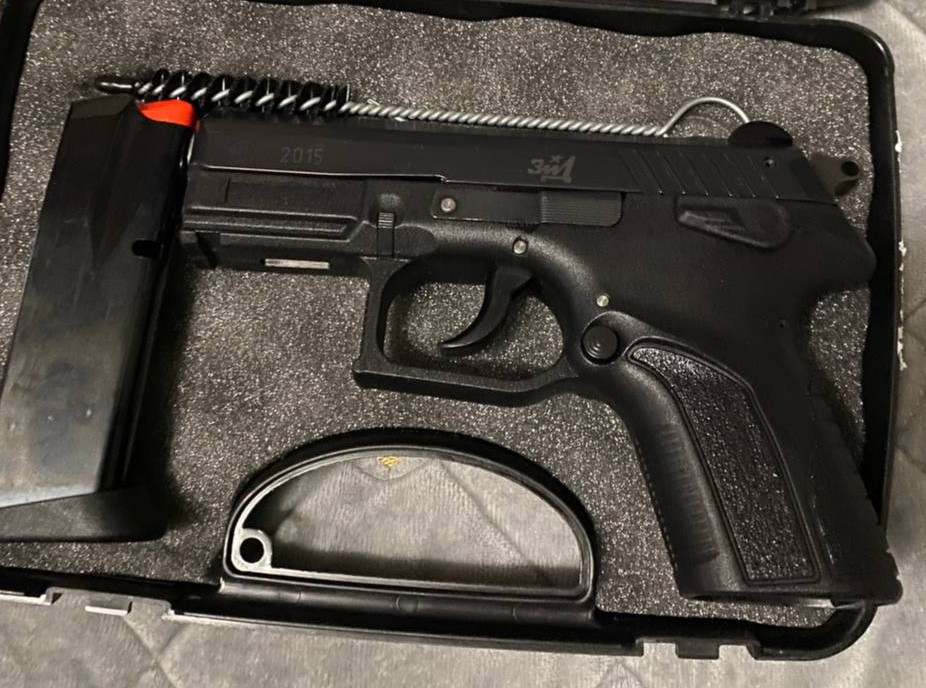
Grand Power T11 10х28 ЗИД ООП

- В 2014-2016 годах после закрытия завода АКБС, на мощностях завода производился травматический пистолет Grand Power T11 в калибре 10х28. Не имевший «штифтов» в стволе, вместо них нижняя часть ствола фрезировалась. На некоторых сериях так же встречается фрезеровка с левой и правой сторон ствола.

### Мотопродукция
Всего с момента выпуска первого мотоцикла на заводе было произведено свыше 8 млн единиц мототехники. В последние годы[когда?] завод перестал выпускать собственную мототехнику, ведётся лишь сборка нескольких моделей из комплектующих китайского производителя автомототехники «Lifan».

## Собственники
Согласно официальному сайту:
- ООО «ГлобалВоенТрейдинг Лтд» 49,88 %
- АО "Всероссийский научно-исследовательский институт «Сигнал» 24,9 %
- Кесаев, Игорь Альбертович

## Награды
- 18 января 1942 года за образцовое выполнение заданий Правительства по производству и освоению новых видов вооружения завод им. Киркижа был награждён Орденом Трудового Красного Знамени, а большая группа рабочих, специалистов и руководителей получила ордена и медали.
- 16 сентября 1945 года за успешное выполнение заданий Государственного Комитета Обороны по обеспечению Красной Армии авиационным и пехотным стрелковым вооружением завод награждён Орденом Ленина.
- 18 января 1971 года за успешное выполнение пятилетнего плана и организацию производства новой техники завод награждён Орденом Октябрьской Революции.

За заслуги в развитии российского мотопроизводства ОАО «Завод им. В. А. Дегтярёва» неоднократно награждалось дипломами и памятными призами на российских и международных выставках. По итогам 2001 года вошёл в число 100 лучших товаров России.

## Санкции
6 октября 2022 года, на фоне вторжения России на Украину, завод был внесен в санкционный список стран Евросоюза, так как производит вооружение, которое использовалось вооруженными силами России во время боевых действий против Украины: ПЗРК «Игла», ракеты 9М119М «Рефлекс» и 9М120 «Атака» и пусковые установки 3УБК20. Таким образом, по данным Евросоюза, завод несёт ответственность за материальную или финансовую поддержку действий, которые подрывают или угрожают территориальной целостности, суверенитету и независимости Украины.
23 февраля 2023 года завод попал под санкции Канады, как участвующий в оборонной промышленности России и производящий вооружение, которое Россия использует на Украине.
19 мая 2023 года завод был включён в экспортный санкционный список США «за поддержку военного и оборонного сектора России». 12 декабря 2023 года включён в блокирующий санкционный список США против компаний, поставляющих продукцию для российской военно-промышленной базы
По аналогичным основаниям завод находится под санкциями Украины и Швейцарии

## Руководство[19]
1. Савельев Семен Васильевич (1931—1938 гг.)
2. Медведев Сергей Кириллович (февраль-август 1938 г.)
3. Фомин Василий Иванович (1941—1947 гг.)
4. Маркелов Григорий Иванович (1947—1948 гг.)
5. Медведев Сергей Кириллович (1948—1951 гг.)
6. Шишкин Александр Сергеевич (1951—1954 гг.)
7. Финогенов Павел Васильевич (1954—1960 гг.)
8. Бахирев Вячеслав Васильевич (1960—1965 гг.)
9. Кочерыгин Николай Васильевич (1965—1978 гг.)
10. Федоров Владимир Григорьевич (1978—1993 гг.)
11. Ковальчук Николай Филиппович (1993—1996 гг.)
12. Петрушев Валерий Филиппович (1996—2002 гг.)
13. Тменов Александр Владимирович (2002—2022 гг.)
14. Казазаев Андрей Петрович (2022-н.в.)

## Люди
С заводом связана работа разработчиков оружия:
- Владимир Григорьевич Фёдоров
- Василий Алексеевич Дегтярёв
- Георгий Семёнович Шпагин
- Михаил Тимофеевич Калашников
- Пётр Максимович Горюнов
- Семён Владимирович Владимиров
- Яков Григорьевич Таубин

## См. также

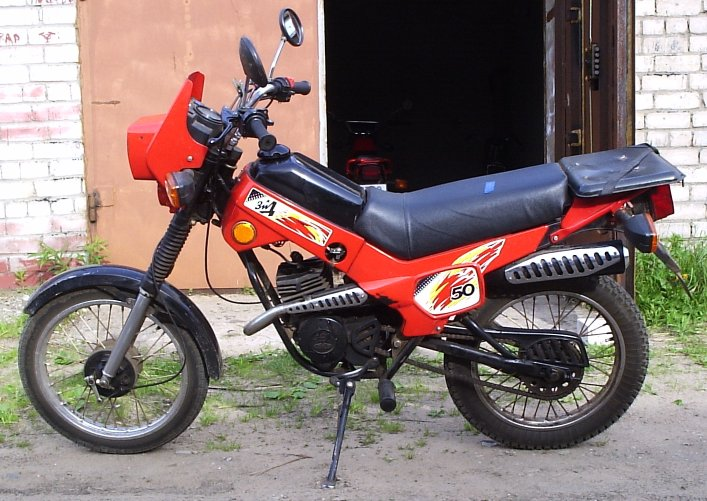
Мокик «ЗиД-50-Пилот»